# GLAAD Media Awards
GLAAD Media Awards — нагорода, що з 1990 року щорічно вручається американським Альянсом геїв і лесбійок проти дифамації (Gay and Lesbian Alliance Against Defamation) людям, що помітно вплинули на розвиток гей-культури, засобам масової інформації, що об'єктивно висвітлюють проблеми ЛГБТ-людей, а також кінофільмам, серіалам і телепрограмам, що сприяють зміцненню позитивного іміджу ЛГБТ. Премія традиційно вручається у декілька етапів на церемоніях, що проходять у різних містах(найчастіше у Нью-Йорку, Лос-Анджелесі і Сан-Франциско).

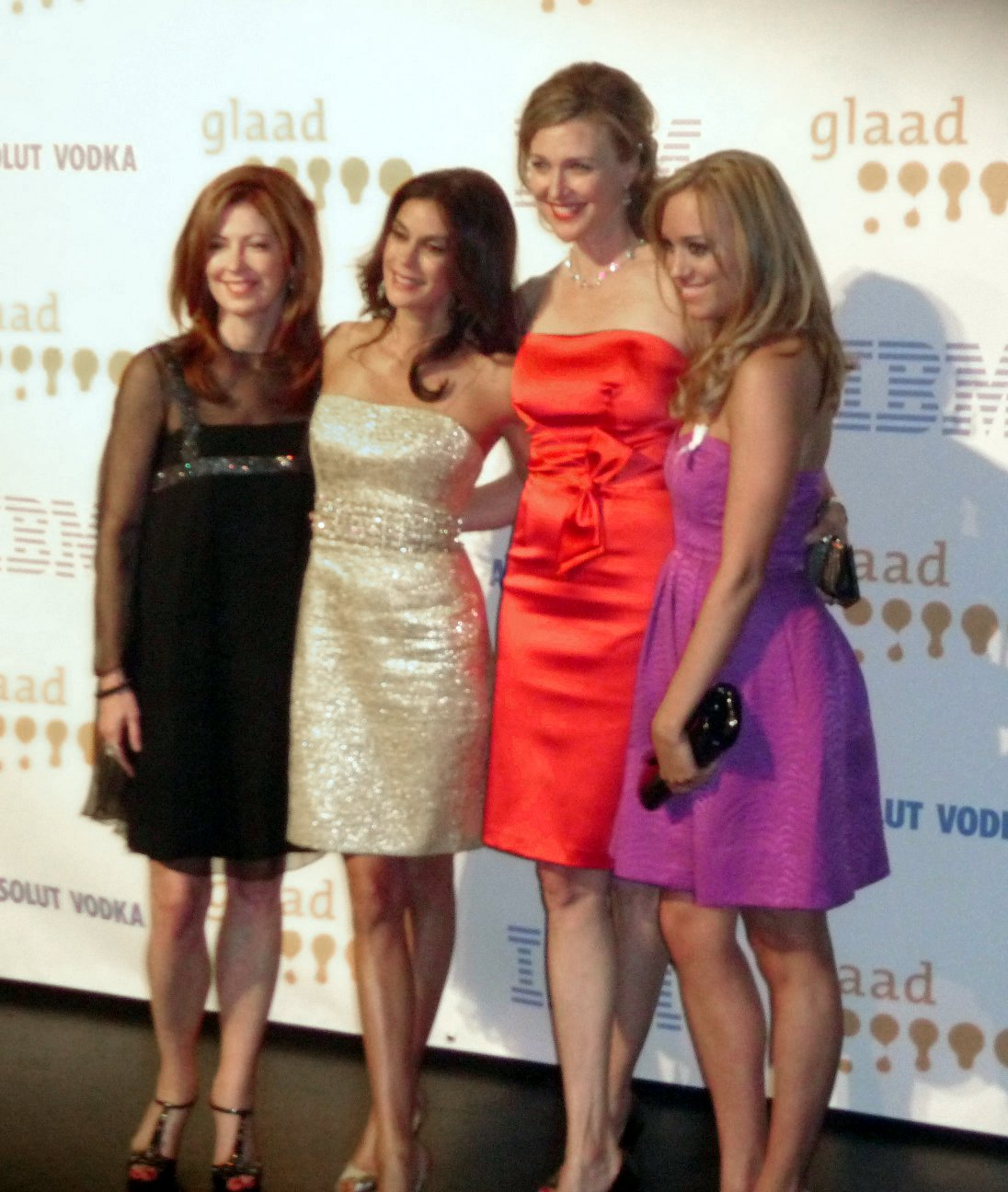
Акторки серіалу «Відчайдушні домогосподарки» Дана Ділейні, Тері Хетчер, Бренда Стронг і Андреа Боуен на церемонії GLAAD 2008 року

## Спеціальні призи
Премія Девідсона-Валентіні (Davidson/Valentini Award), названа на честь першого виконавчого директора GLAAD Крейга Девідсона і його партнера Майкла Валентіні, вручається відкритим представникам ЛГБТ, які зробили помітний внесок у просування загальної рівності. Цієї нагороди, зокрема, удостоювалися актори Алік Мапа (2005), Роберт Гант (2007), Чед Аллен (2009), сценарист Айлін Чайкен (2008) і інші.
Найкращі в медіа-індустрії (Excellence in Media Award) вручається представникам індустрії розваг, які своєю роботою сприяли збільшенню видимості і розуміння гей-спільноти. Серед лауреатів — Бабрара Уолтерс (1996), Боб Вайнштайн і Харві Вайнштейн (1998), Ванесса Редгрейв (2001), Гленн Клоуз (2002), Джуліанна Мур (2004), Біллі Крістал (2005), Тайра Бенкс (2009), Джой Бехар (2010), Рассел Сіммонс (2011).
Золоті ворота (Golden Gate Award) вручається професіоналам в області ЗМІ за збільшення видимості і розуміння гей-сільноти. Лауреати — Брук Шилдс (2002), Стокард Ченнінг (2003), Меган Маллаллі (2004), Дженніфер Білз (2005), Дженніфер Тіллі (2006), Сібілл Шеперд (2010), Кім Кетролл (2011) та інші.
Премія Стівена Колзака (Stephen F. Kolzak Award), названа на честь відомого кастинг-директора і гей-активиста, вручається відкритим геям за роботу по боротьбі з гомофобією. Володарями премії в різні роки ставали Єн Маккеллен (1993), Еллен Дедженерес (1998), Мелісса Етерідж (1999), Енн Хеч (2000), Біл Кондон (2005), Мартіна Навратілова (2007), Руфус Уейнрайт (2008), Джин Робінсон (2009), Ванда Сайкс (2010), Чез Боно (2012).
Авангард (Vanguard Award) вручається представникам шоу-бізнесу за внесок у просування рівних прав для ЛГБТ. Лауреати — Аарон Спеллінг (1994), Шер (1998), Вупі Голдберг (1999), Елізабет Тейлор (2000), Ширлі Маклейн (2002), Антоніо Бандерас (2004), Лайза Мінеллі (2005), Шарліз Терон (2006), Дженніфер Еністон (2007), Джанет Джексон (2008), Кеті Гріффін (2009), Дрю Беррімор (2010), Крістін Ченовет (2011), Джош Хатчерсон (2012).
Премія Віто Руссо (Vito Russo Award), названа на честь одного із засновників GLAAD, вручається відкритим геям і лесбійкам в індустрії розваг за видатний вклад у боротьбу з гомофобією. Серед володарів премії — k.d. lang (1998), Ру Пол (1999), Натан Лейн (2002), Розі О'Доннелл (2003), Черрі Джонс (2004), Алан Каммінг (2005), Девід Лашапель (2006), Брайан Греден (2008), Том Форд (2007), Сінтія Ніксон (2010), Рікі Мартін (2011) та інші.

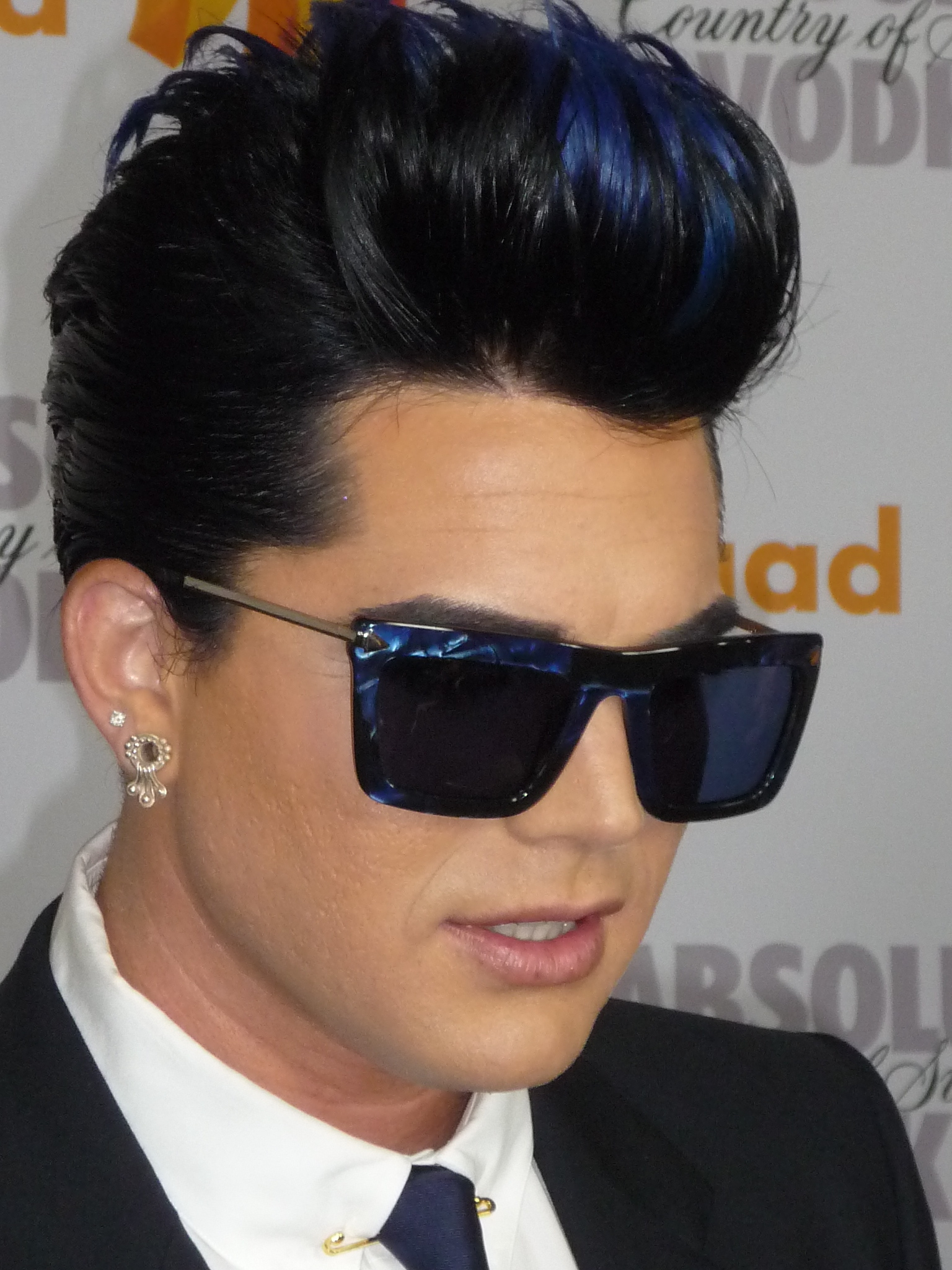
Співак Адам Ламберт на церемонії GLAAD 2010 року

## Інші номінації
Призу за «Найкращий фільм» удостоювався «Години» (2003), «Грай як Бекхем» (2004), «Кінсі» (2005), «Горбата гора» (2006), «Маленька міс Щастя» (2007), «Зоряний пил» (2008), «Мілк» (2009), «Самотній чоловік» (2010), «Дітки в порядку»(2011), «Початківці» (2012).
Як «Найкращий драматичний серіал» були відмічені «Клієнт завжди мертвий» (2003, 2005), «Секс і Місто» (2006), «Брати і сестри» (2007–2010), «Справжня кров» (2011), «Анатомія пристрасті» (2012).
Як «Найкращий комедійний серіал» нагороду отримували «Уілл і Грейс» (2003, 2005, 2006), «Секс і Місто» (2004), «Погануля Бетті» (2007, 2008), «Відчайдушні домогосподарки» (2009), «Хор» (2010–2011), «Американська сімейка» (2012).
Також вручаються призи за найкращий фільм в обмеженому прокаті, окремий епізод серіалу, телефільм або міні-серіал, документальний фільм, реаліті-шоу, мильну оперу, сюжет, статтю, комікс, спектакль і т. д.